# Stilluptal

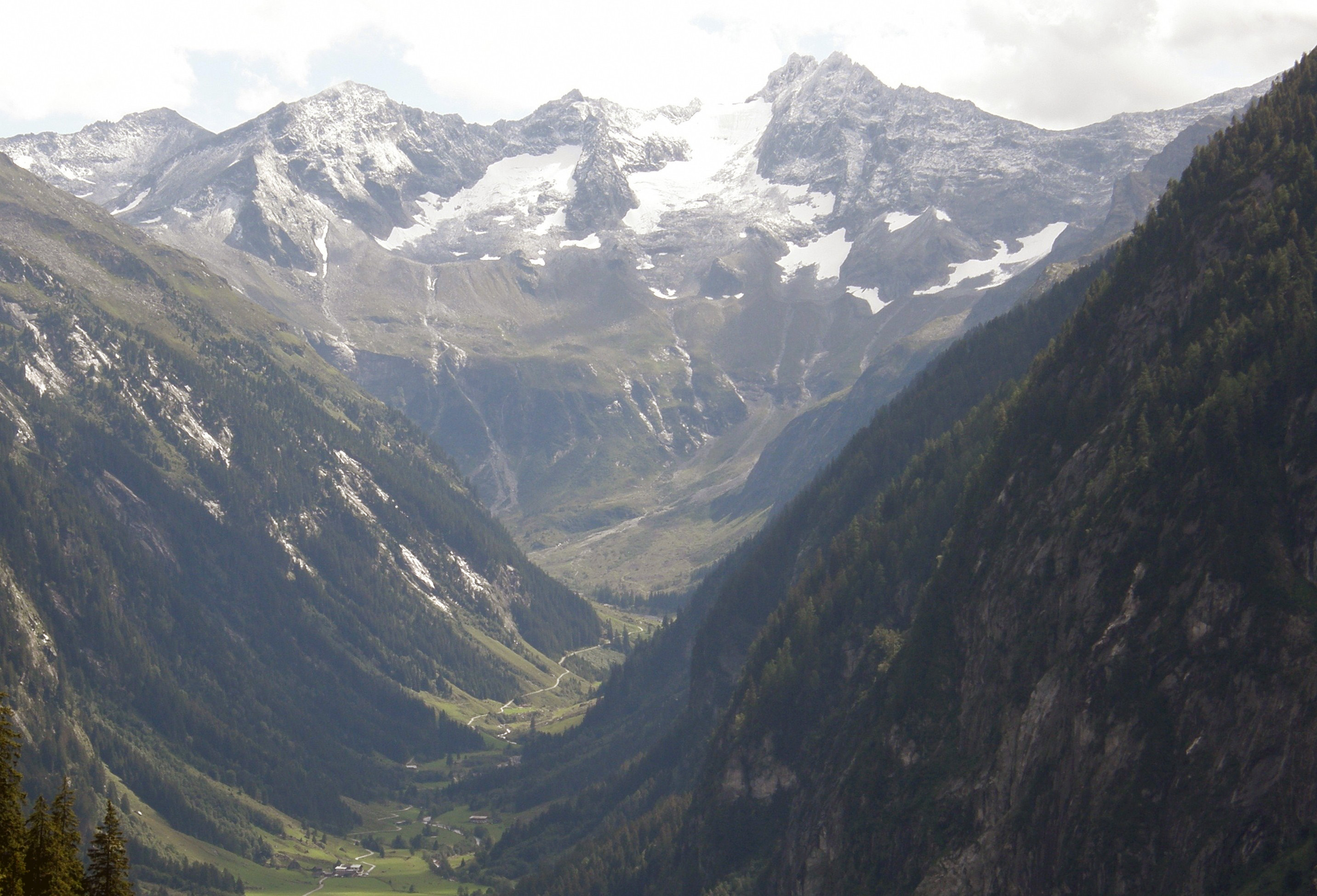
Oberes Stilluptal mit Zillertaler Hauptkamm

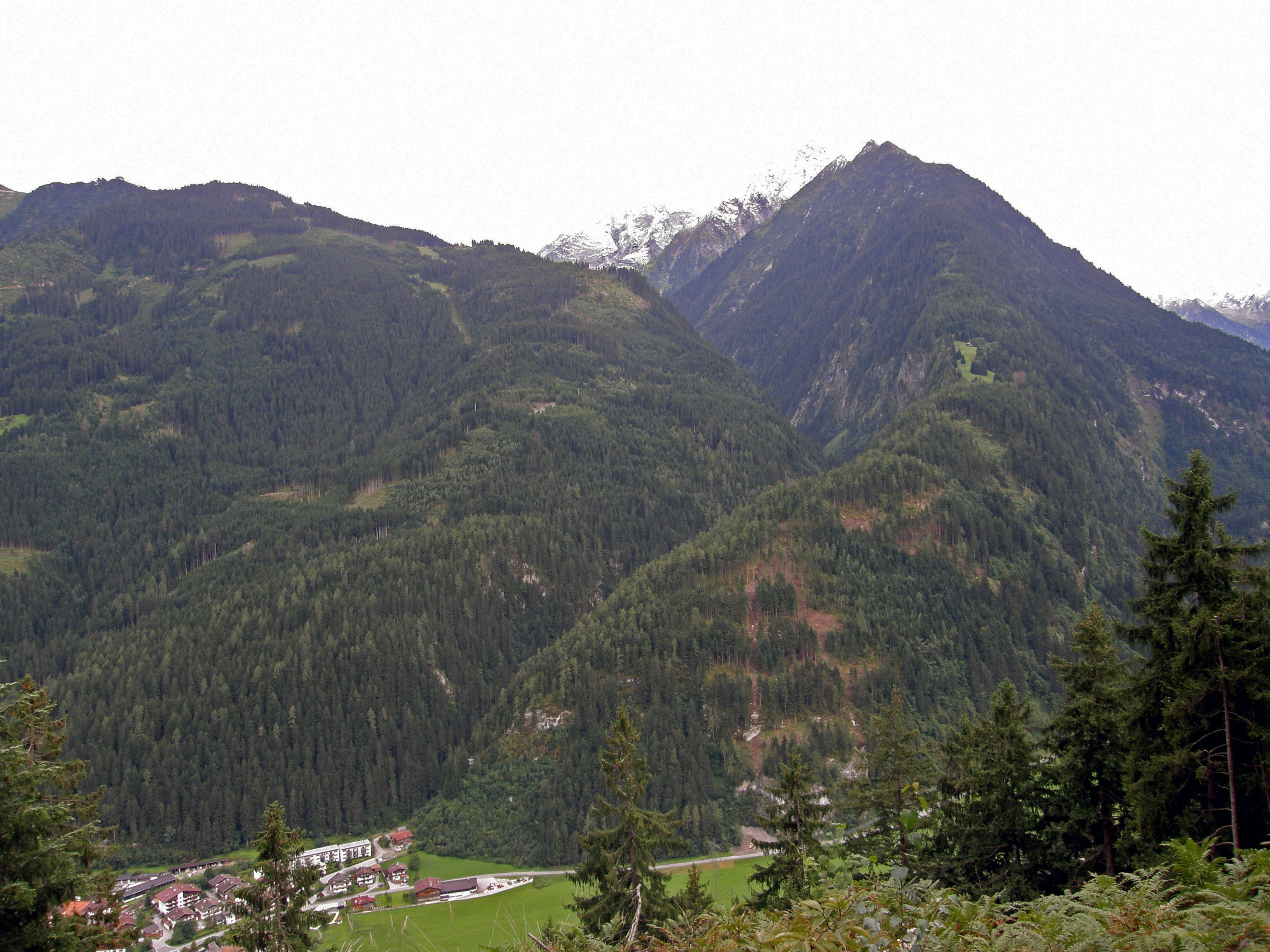
Ende des Stilluptals am Mayrhofner Talkessel mit Verengung und Biegung des Tals

Das Stilluptal, Schreibweise auch Stillupptal, auch als Stillupgrund, Stilluppgrund oder Stilluppe bezeichnet, ist ein Hochtal in den Zillertaler Alpen (Tirol, Österreich), das bei Mayrhofen beginnt und sich bis zum Hauptkamm der Zillertaler Alpen erstreckt. 

## Lage und Beschreibung
Vom Hauptkamm verläuft das Tal größtenteils in nordwestliche Richtung. Kurz vor der Mündung in den Mayrhofener Talkessel verengt sich das Tal stark und knickt in nordöstliche Richtung ab. Das Tal ist rund 17 km lang und liegt im Naturpark Zillertaler Alpen.
Das Stilluptal ist eingeschlossen vom Ahornkamm mit der Ahornspitze (2973 m), dem Zillertaler Hauptkamm mit Wollbachspitze (3209 m) und Großem Löffler (3379 m) und dem Floitenkamm mit Gigalitz (3001 m), Floitenturm (2805 m) und Dristner (2767 m). Benachbarte Täler des Stilluptals sind im Norden und Nordosten der Zillergrund, im Südosten das Ahrntal in Südtirol, im Südwesten die Floite und im Westen das Zemmtal.
Das Stilluptal wird durch den Stilluppbach entwässert. Im engen Talabschnitt vor Mayrhofen stürzt der Stilluppbach durch die Stilluppklamm.

## Alpinismus
Im oberen Stilluptal befindet sich die Kasseler Hütte (2178 m), eine Schutzhütte des Deutschen Alpenvereins. Sie ist eine Station des Berliner Höhenwegs. Dieser kommt über die Lapenscharte (2701 m) in das Stilluptal und umrundet dessen oberen Teil in 2100 bis 2300 m Höhe zur Kasseler Hütte. Von dort führt der Weg entlang des Ahornkamms bis zur Karl-von-Edel-Hütte unterhalb der Ahornspitze.
Durch das gesamte Stilluptal führt auf dessen Grund ein Wanderweg mit der AV-Nummer 515. Dieser führt letztendlich bis auf den Berliner Höhenweg in der Nähe der Kasseler Hütte. Kurz hinter dem Gasthof Grüne-Wand-Hütte zweigt zudem der Wanderweg 518 ab, der ebenfalls zum Berliner Höhenweg, aber unterhalb der Lapenscharte führt. Der untere Teil dieses Weges ist jedoch zurzeit (Stand 2013) wegen eines Felsabbruchs gesperrt. Der AV-Wanderweg 514 führt vom Talgrund in der Nähe des Staudamms zur Filzenalm in der Nähe der Bergstation der Ahornbahn.
Neben der Grüne-Wand-Hütte gibt es mit dem Stillupphaus und dem Wirtshaus Wasserfall weitere Einkehrmöglichkeiten im Stilluptal. Das ehemalige Wirtshaus Lacknerbrunn ist nur noch ein Apartmenthaus, d. h., es besteht hier keine Einkehrmöglichkeit mehr.

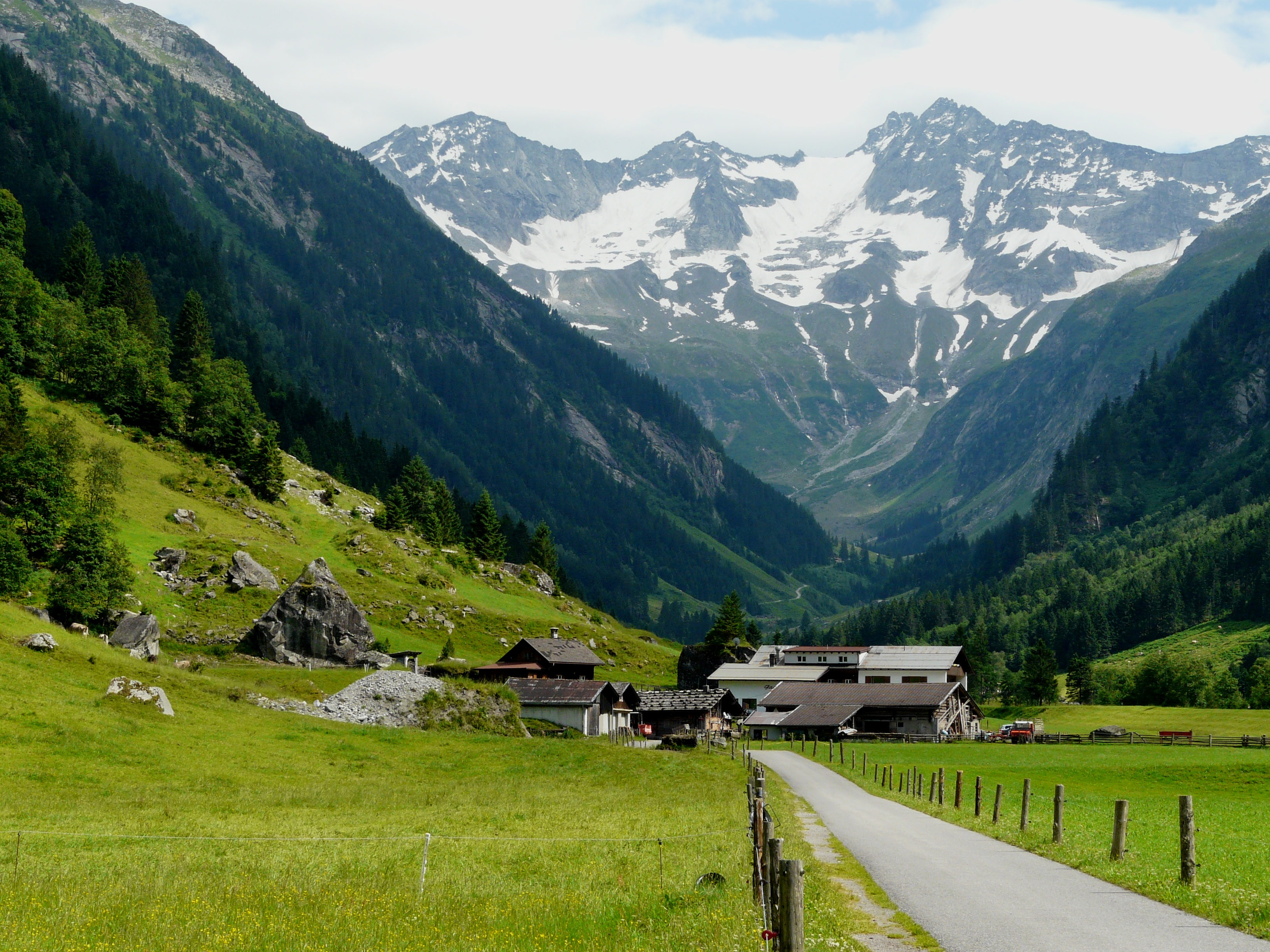
Stilluphaus mit Talschluss
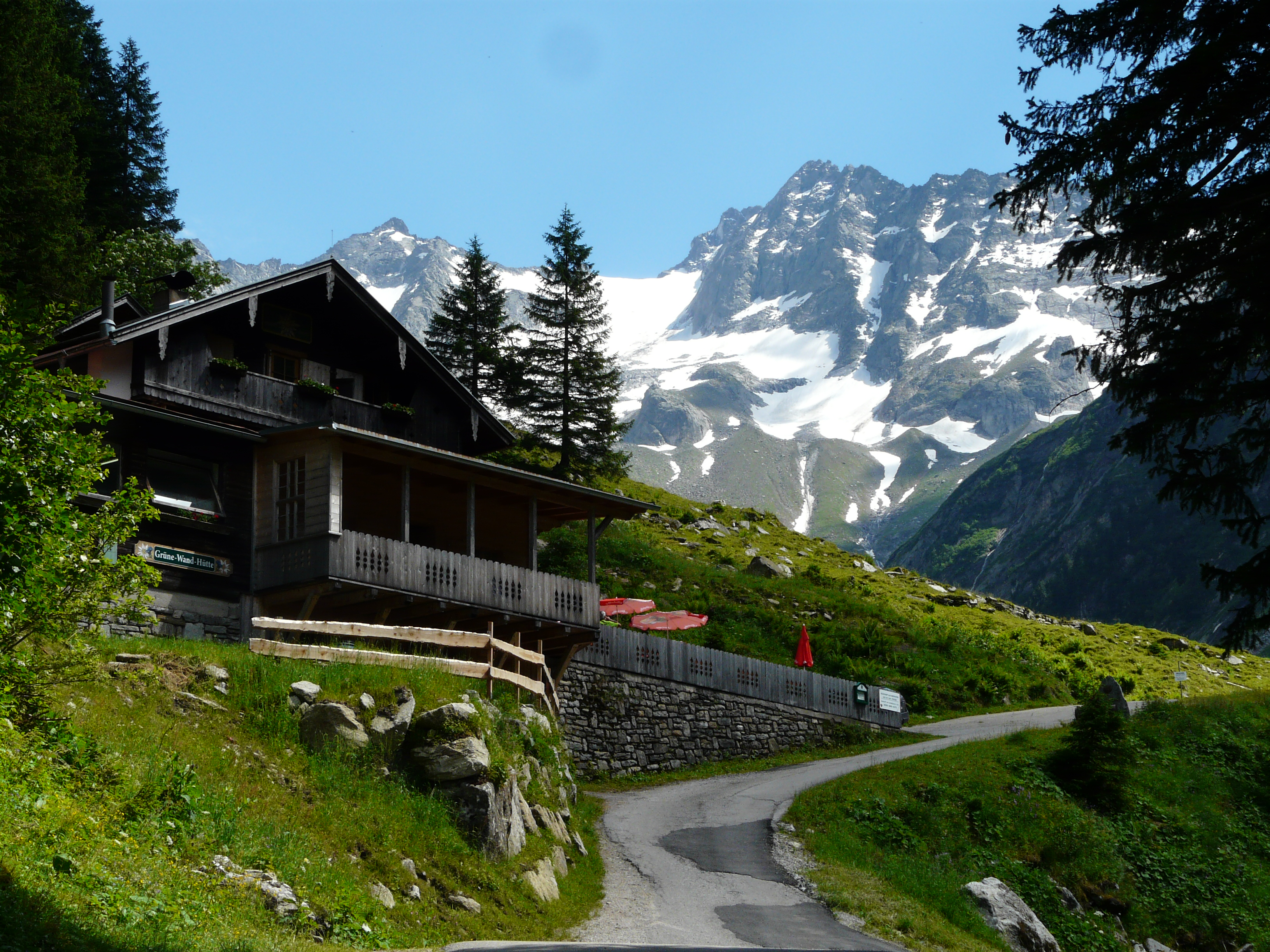
Grüne-Wand-Hütte
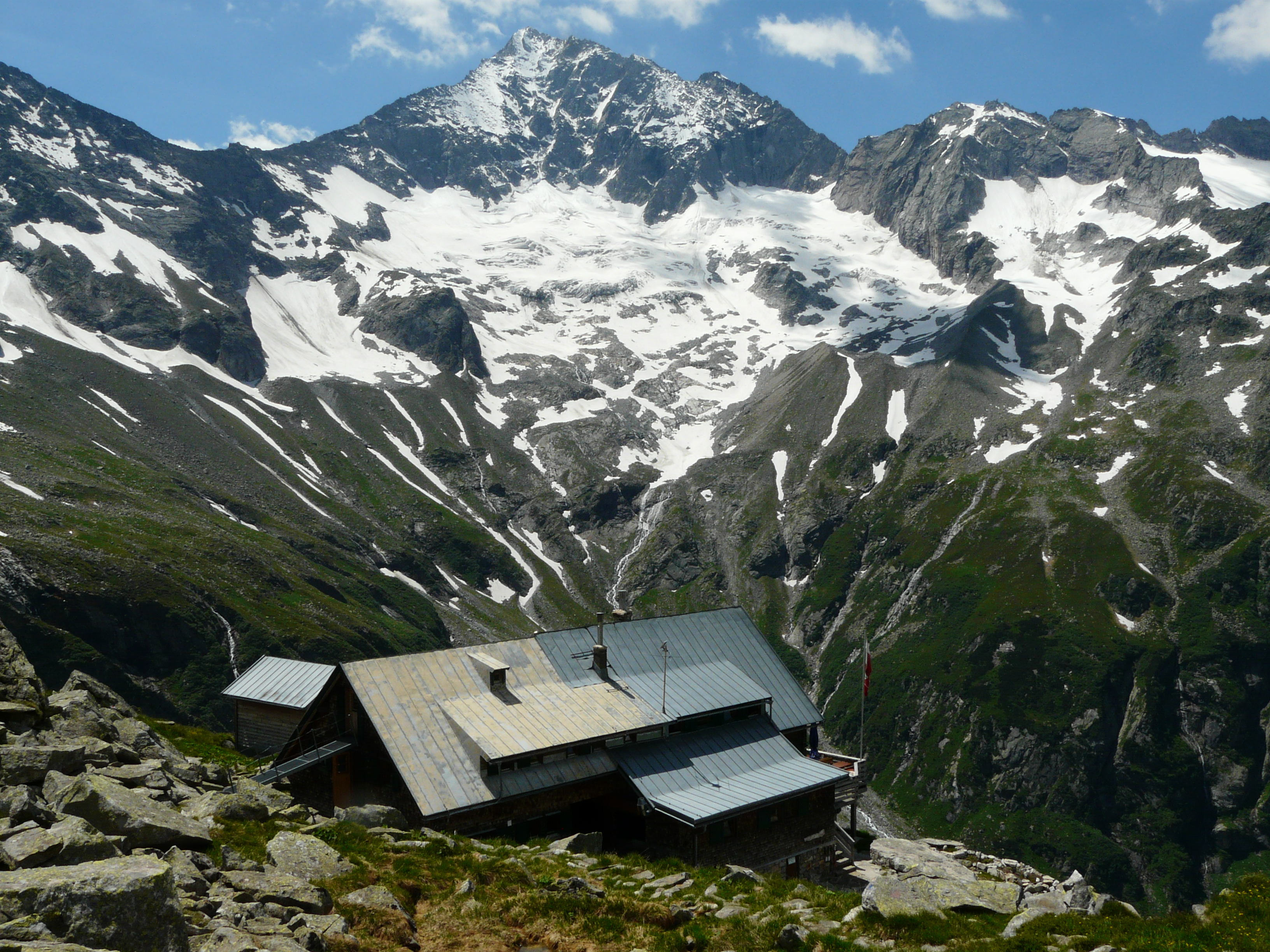
Kasseler Hütte mit Großem Löffler
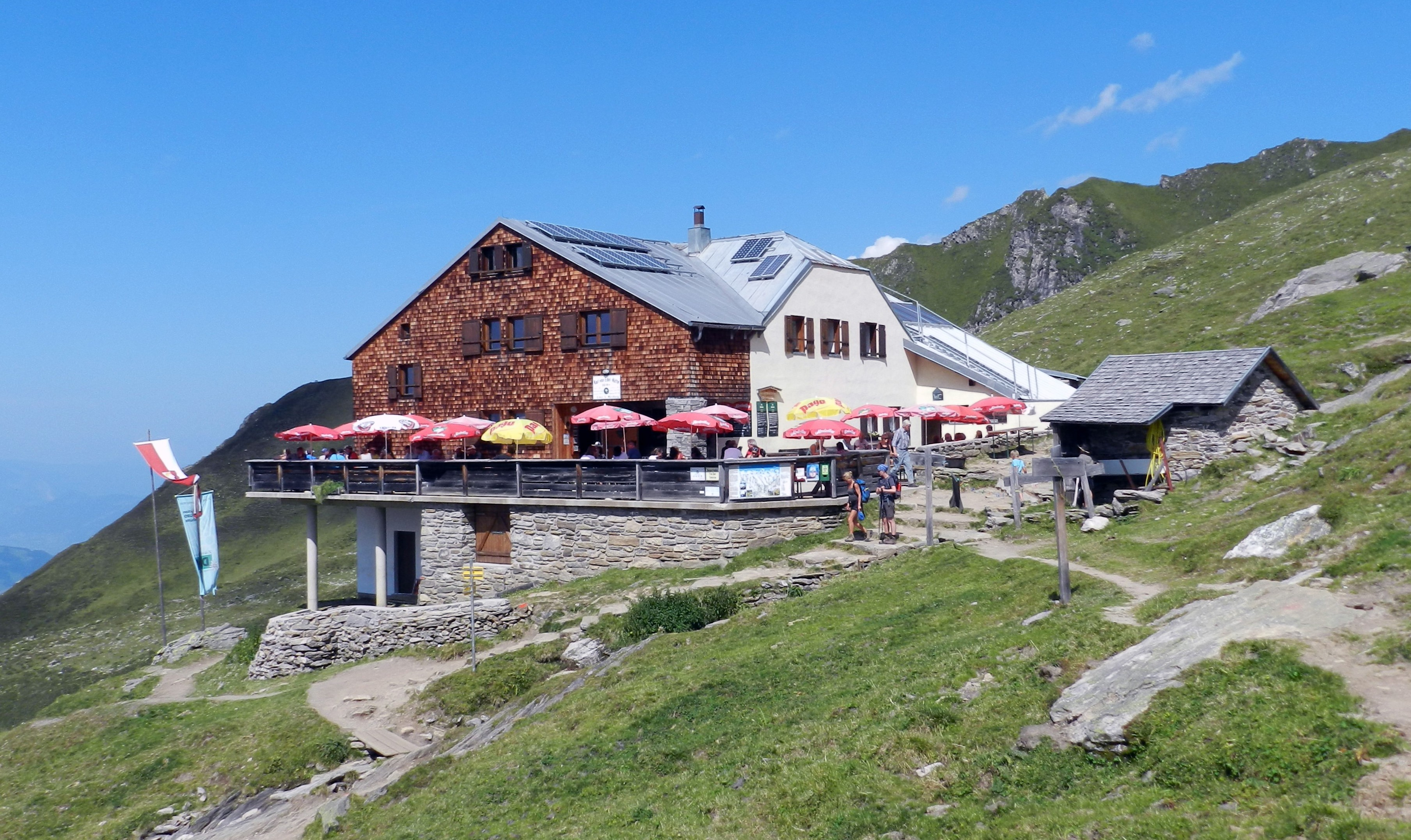
Karl-von-Edel-Hütte

## Infrastruktur

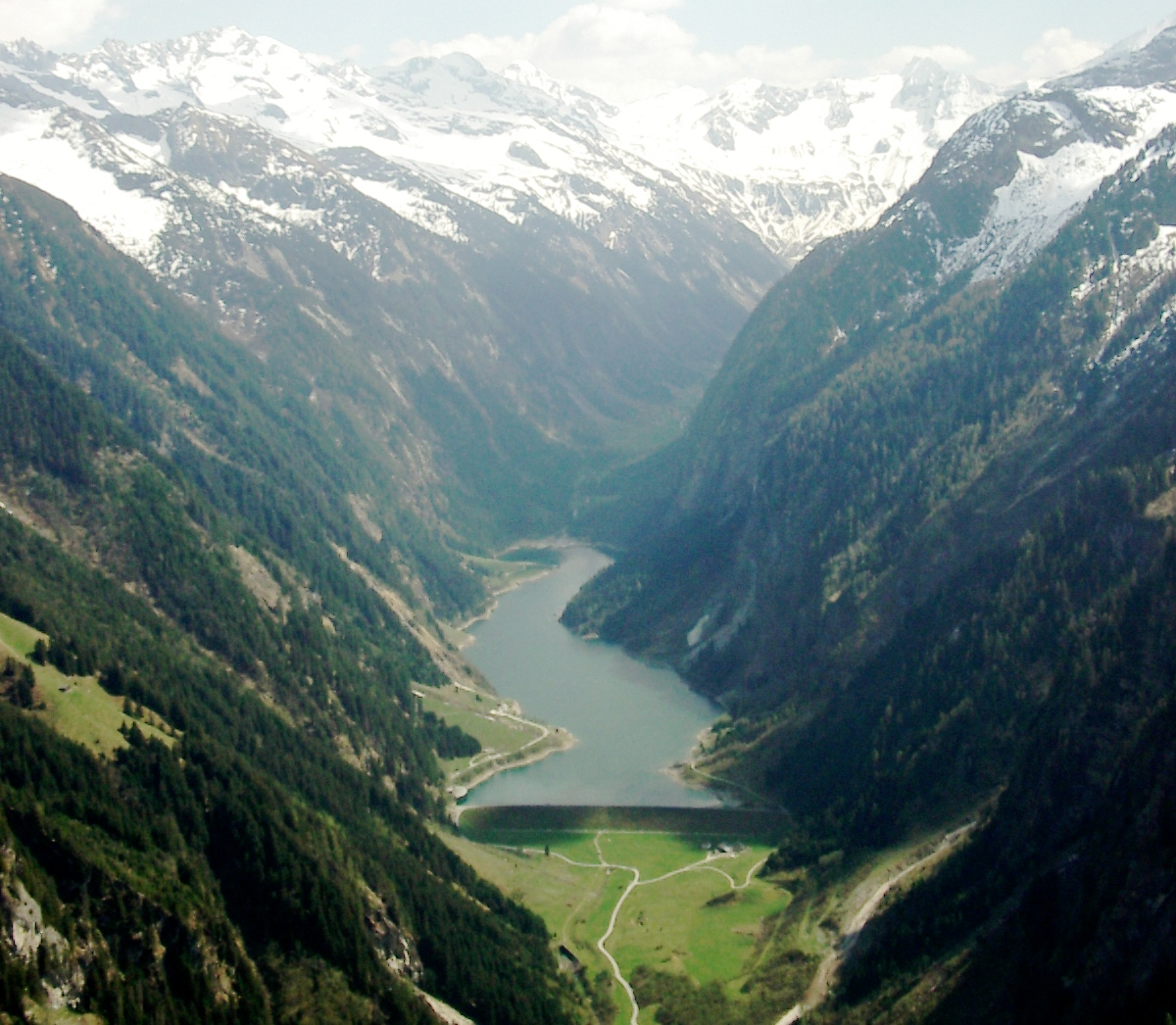
Speicher Stillupp mit Damm in der Talmitte

Das Stilluptal wird vom Speicher Stillup dominiert, einem Stausee der 1969 zur Energiegewinnung angelegt wurde und gleichzeitig dem Hochwasserschutz im Zillertal dient. Mit dem Speicher wurde auch die Straßeninfrastruktur bis zum Speicher ausgebaut, die vorher nur einem Forstweg glich. Die Straße wird heute als Mautstraße betrieben. Linienbusverkehr gibt es bis zur Grüne-Wand-Hütte am Talende, einem Ausgangspunkt für Wanderer und Bergsteiger.